# Бухара — Урал
Бухара — Урал — газопровідна система, споруджена в СРСР для транспортування узбецького природного газу.

## Траса системи
У середині 1950-х в Узбекистані дещо західніше від Бухари відкрили гігантське Газлінське газове родовище, при цьому першою потужною системою для видачі його продукції став трубопровід Бухара — Урал. Він подав блакитне паливо до промислових центрів Уралу та мав дві нитки діаметром по 1020 мм, що стали до ладу в 1963 та 1965 роках.
На початковому етапу траса прямувала піщаною пустелею Кизилкум, далі долала в районі Сазакіно за допомогою вантового мосту Амудар'ю (два пілони утримували проліт мосту завдовжки 390 метрів), перетинала Хівінську оазу, виходила на каменисте плато Устюрт та огинала із заходу Аральське море. В цілому 390 км траси припадало на скельні грунти, приблизно стільки ж на барханні та щебінчасті грунти, 120 км пролягало по піскам. Система перетнула 14 річок та великих каналів, майже чотири з половиною сотні інших водотоків, 19 залізниць та шість з половиною сотень автодоріг.
Перша нитка доходила до району Свердловська (Єкатеринбурга), відгалуження до якого починалось на 2199-му кілометрі траси. Її безпосереднім продовженням був трубопровід Свердловськ — Нижній Тагіл довжиною біля 40 км з діаметром 820 мм. Друга нитка доходила до району відгалуження на Челябінськ, що починалось за кілька десятків кілометрів після компресорної станції Красногорська (КС-19) на 1968-му кілометрі траси.
В якийсь момент між районом Долгодєрєвенська (на північній околиці Челябінську) та компресорною станцією Картали (КС-17) проклали нитку Бухара — Урал ІІІ з тим саме діаметром 1020 мм. Є дані, що загальна довжина системи Бухара — Урал в однонитковому вимірі та діаметрі 1020 рахувалась як 4464 км.

## Компресорні станції
Перекачування ресурсів забезпечували 17 компресорних станцій, зокрема:
- КС-1 Газлі;
- КС-2 Сазакіно;
- КС-3 Ургенч;
- КС-4 Ташауз;
- КС-6 Кунград;
- КС-7 Південний Устюрт;
- КС‐10 Середній Устюрт (наразі носить назву «Бозой»);
- КС‐11 Північний Устюрт («Бегімбет»);
- КС‐12 Сольоная («Шалкар»);
- КС‐13 Новогодняя («Талдик»);
- КС‐14 Молодьожная («Красний  Октябрь»);
- КС-15 Домбарівська;
- КС-16 Теренсай;
- КС-17 Картали;
- КС-19 Красногорська.
Із запуском компресорних станцій пропускна здатність системи зростала і наприкінці 1966-го досягнула проектного рівня у 19,3 млрд м3 на рік.

## Подальший розвиток системи
Від основної магістралі отримали ресурс численні відгалуження, зокрема, Красний Октябрь — Актюбінськ, Домбаровка — Орськ/Новотроїцьк, Бреди — Житікара, Картали — Костанай, Картали – Магнітогорськ – Стерлітамак, Красногорськ — Міасс — Злотоуст — Катав-Івановськ, а також відвід до Іриклінської ТЕС. На території Узбекистану блакитне паливо з системи отримала Тахіатаська ТЕС.
З початку 1980-х з системою взаємодіяло підземне сховище газу Бозой (створене на основі невеликого Бозойського газового родовища, продукція якого на етапі розробки надходила до Бухара — Урал).
Невдовзі після спорудження трубопроводу Бухара — Урал на східні схили Уральського хребта почало також надходити блакитне паливо західносибірського походження. Спершу в 1967-му виникло сполучення з газопроводом Ігрім — Сєров — Нижній Тагіл, далі до нього долучились системи Північні райони Тюменської області — Урал та Уренгой – Челябінськ. Як наслідок, режим роботи північної частини системи Бухара — Урал змінився на реверсний.
Можливо також відзначити, що від родовища Газлі в подальшому проклали трубопроводи Середня Азія — Центр І (САЦ І) та Газлі — Шимкент, при цьому сформований на Газлі газовий хаб сполучили з Бухарським газопромисловим районом газотранспортним коридором Газлі – Каган. Система Бухара — Урал прямувала зі згаданим вище САЦ І до компресорної станції Сазакіно, а потім ще раз зустрічалась з системою САЦ на компресорній станції Кунград (на цей раз мова йшла не лише про САЦ І, але й САЦ ІІ, що транспортувала туркменський газ).

## Сучасний стан
З розпадом СРСР використання системи Бухара — Урал в проектному режимі припинилось. Її окремі південні ділянки у комбінації з проектом Газлі – Нукус задіяні у транспортуванні ресурсу в західній частині Узбекистану.
Казахська частина системи на ділянці Бозой — Красний Октябрь використовується передусім для обслуговування газопереробного заводу Жанажол, що потребувало її перетворення на бідирекціональну. Південніше від Бозою до траси підключений газопровід від дрібного родовища Кизилой.
Російська частина системи є складовою газотранспортних коридорів Пунга — Челябінськ та Челябінськ — Домбарівка.